# Maria Neustift
Maria Neustift – gmina w Austrii, w kraju związkowym Górna Austria, w powiecie Steyr-Land, liczy 1600 mieszkańców (1 stycznia 2015).